# Cleopatra guillemei
Cleopatra guillemei é uma espécie de gastrópode da família Thiaridae.
Pode ser encontrada nos seguintes países: Burundi, Quénia, Tanzânia e possivelmente na Uganda.
Os seus habitats naturais são: rios e pântanos.